# テレボヴリ公
テレボヴリ公（ウクライナ語: Князь Теребовлянський）とは、11世紀終盤から12世紀半ばにかけて存在したテレボヴリ公国の君主の称号である（「公」は「クニャージ」からの訳出による）。公・公国の名は、その中心都市だったテレボヴリ（現テレボーウリャ）による。

## テレボヴリ公の一覧
- ヴァシリコ・ロスチスラヴィチ - 在位：1086年 - 1124年[1]
- ロスチスラフ・ヴァシリコヴィチ[注 1] - 在位：1124年[1] - ?
- イヴァン・ヴァシリコヴィチ[注 2] - 在位：1124年 - 1141年[2]
- ウラジーミル・ヴォロダレヴィチ - 在位：1141年 - 1152年[3] / 1153年[注 3]

（ガーリチ公国に併合）
- イジャスラフ・ウラジミロヴィチ - 在位：1210年